# HISTORY I
『HISTORY I』（ヒストリー・ワン）は、Chicago Poodleのベスト・アルバム。

## 内容
2004年のインディーズ・デビューから現在までの楽曲を伝えたいという目的で、2011年7月9日に行われたライブでのファンからのリクエストと当バンドが聴いてほしい楽曲を集めたメジャー初のベスト・アルバム。初回盤はDVD付きで、それまでのプロモーションビデオ及び同日に行ったライブの模様を収録した。

## 収録曲

### DISC1
1. ODYSSEY
作詞：辻本建司　作曲：花沢耕太　編曲：岩倉さとし・Chicago Poodle
備考:1stシングル。
2. Hello
作詞：杉岡秀則　作曲：花沢耕太　編曲：Chicago Poodle
備考:インディーズ2ndシングル「songs 4 one day EP」収録。
3. 流星
作詞：辻本建司　作曲：花沢耕太　編曲：岩倉さとし・Chicago Poodle
備考:インディーズ1stアルバム『one』収録。
4. No Regret
作詞：山口教仁　作曲：花沢耕太　編曲：小林哲・Chicago Poodle
備考:2ndアルバム『GTBT』収録。
5. Fly 〜風が吹き抜けていく〜
作詞：辻本建司　作曲：花沢耕太　編曲：岩倉さとし・Chicago Poodle
備考:4thシングル。
6. さよならベイベー
作詞：辻本建司　作曲：花沢耕太　編曲：Cho-ru・Chicago Poodle
備考:3rdシングル
7. Listen to my heart
作詞：杉岡秀則　作曲：花沢耕太　編曲：Chicago Poodle
備考:インディーズ2ndミニアルバム『NEW OLD FASHIONED』収録。
8. ナツメロ
作詞：山口教仁　作曲：花沢耕太　編曲：岩倉さとし・Chicago Poodle
備考:2ndシングル。
9. Twinkle Little Stars 〜星が降る町〜
作詞：Chicago Poodle　作曲：花沢耕太　編曲：Cho-ru・Chicago Poodle
備考:2ndシングル「ナツメロ」カップリング曲。
10. 愛燦燦
作詞：Chicago Poodle　作曲：花沢耕太　編曲：Chicago Poodle
備考:インディーズ3rdシングル。
11. ネガポジ
作詞：辻本建司　作曲：花沢耕太　編曲：Chicago Poodle
備考:インディーズ2ndミニアルバム『NEW OLD FASHIONED』収録。
12. one
作詞：山口教仁　作曲：花沢耕太　編曲：Chicago Poodle
備考:インディーズ1stアルバム『one』収録。
13. If
作詞：山口教仁　作曲：花沢耕太　編曲：岩倉さとし
備考:インディーズ2ndアルバム『ピアノロマン』収録。
14. Ebony & Ivory
作詞：辻本建司　作曲：花沢耕太　編曲：Chicago Poodle
備考:インディーズ3rdミニアルバム『風街序曲』収録。
15. Snow liver
作詞：山口教仁　作曲：花沢耕太　編曲：Cho-ru・Chicago Poodle
備考:インディーズ2ndアルバム『ピアノロマン』収録。
16. 旅人
作詞：山口教仁　作曲：花沢耕太　編曲：岩倉さとし・Chicago Poodle
備考:1stアルバム『僕旅』収録。
17. Love & free peace forever
作詞：杉岡秀則　作曲：花沢耕太　編曲：Chicago Poodle
備考:インディーズ1stミニアルバム『White mini album』収録。

### DISC2
1. ハレルヤ
作詞：辻本健司　作曲：花沢耕太　編曲：Chicago Poodle
備考:1stアルバム『僕旅』収録。
2. 夢
作詞：山口教仁　作曲：花沢耕太　編曲：Chicago Poodle
備考:インディーズ1stシングル。
3. Is This LOVE?
作詞：辻本建司　作曲：花沢耕太　編曲：岩倉さとし・Chicago Poodle
備考:2nd配信限定シングル。
4. ネオン
作詞：辻本健司　作曲：花沢耕太　編曲：Cho-ru・Chicago Poodle
備考:インディーズ3rdミニアルバム『風街序曲』収録。
5. 桜色
作詞：山口教仁　作曲：花沢耕太　編曲：岩倉さとし・Chicago Poodle
備考:5thシングル。
6. アイノタネ
作詞：山口教仁　作曲：花沢耕太　編曲：小林哲・Chicago Poodle
備考:2ndアルバム『GTBT』収録。
7. PEACE!!
作詞：辻本健司　作曲：花沢耕太　編曲：岩倉さとし・Chicago Poodle
備考:2ndアルバム『GTBT』収録。
8. フワリ
作詞：山口教仁　作曲：花沢耕太　編曲：Chicago Poodle
備考:インディーズ2ndアルバム『ピアノロマン』収録。
9. 京の小雪路
作詞：辻本建司　作曲：花沢耕太　編曲：Chicago Poodle
備考:インディーズ2ndミニアルバム『NEW OLD FASHIONED』収録。
10. Cry
作詞：山口教仁　作曲：花沢耕太　編曲：Chicago Poodle
備考:インディーズ1stシングル「夢」カップリング。
11. ブルームーン
作詞：辻本建司　作曲：花沢耕太　編曲：Chicago Poodle
備考:インディーズ3rdシングル「愛燦燦」カップリング。
12. Wondering
作詞：辻本健司　作曲：花沢耕太　編曲：Chicago Poodle
備考:インディーズ1stアルバム『one』収録。
13. Baby my "Jenny"
作詞：杉岡秀則　作曲：花沢耕太　編曲：Chicago Poodle
備考:インディーズ1stミニアルバム『White mini album』収録。
14. One more time, I say "Love you"
作詞：山口教仁　作曲：花沢耕太　編曲：Chicago Poodle
備考:インディーズ1stアルバム『one』収録。
15. オーレオ
作詞：杉岡秀則　作曲：花沢耕太　編曲：Chicago Poodle
備考:自主制作CD『CHICAGO BULLDOG』収録
16. 太陽は知っている
作詞：山口教仁　作曲：花沢耕太　編曲：岩倉さとし・Chicago Poodle
備考:新曲

### DVD
1. Hello
2. ネオン
3. 愛燦燦
4. かくれんぼ
5. ODYSSEY
6. ナツメロ
7. さよならベイベー
8. Fly ～風が吹き抜けていく～
9. Is This LOVE?
10. 桜色
11. 「犬(one)フェス2011 in OSAKA 〜僕らをつなぐもの〜」 at 森ノ宮ピロティホール LIVEダイジェスト映像

## 参加ミュージシャン
- 花沢耕太 ‐ ボーカル、ピアノ、キーボード
- 山口敦仁 ‐ ドラムス
- 辻本健司 ‐ ベース

Disc 1
- 杉岡秀則 ‐ ギター (#2.3.7.11.12.17)
- 大賀好修 (Sensation) - ギター (#1.4.5.6.8.9.10.13.15.16)
- 岩倉さとし - ギター (#5)
- 中田俊輔 - ギター (#14)
- Ritchie Carvalley - パーカッション (#10.11)
- 横尾将臣 ‐ サックス (#16)
- 東瀧将 ‐ トランペット (#11)

Disc 2
- 杉岡秀則 ‐ ギター (#2.9.10.12.13.14.15)
- 大賀好修 - ギター (#1.3.5.7.8.11)
- 岩倉さとし - ギター (#3.5.7.16)
- 古賀和憲 ‐ ギター (#6)
- 中田俊輔 - ギター (#4)
- Ritchie Carvalley - パーカッション (#1)
- 車谷啓介 (Sensation) ‐ パーカッション (#7)
- 小林哲：Synthesizer (#11)
- かとうかなこ (Harmony Fields)：Accordion (#6)
- 岡嶋直樹 - サックス